# Geschiedenis van de evolutietheorie

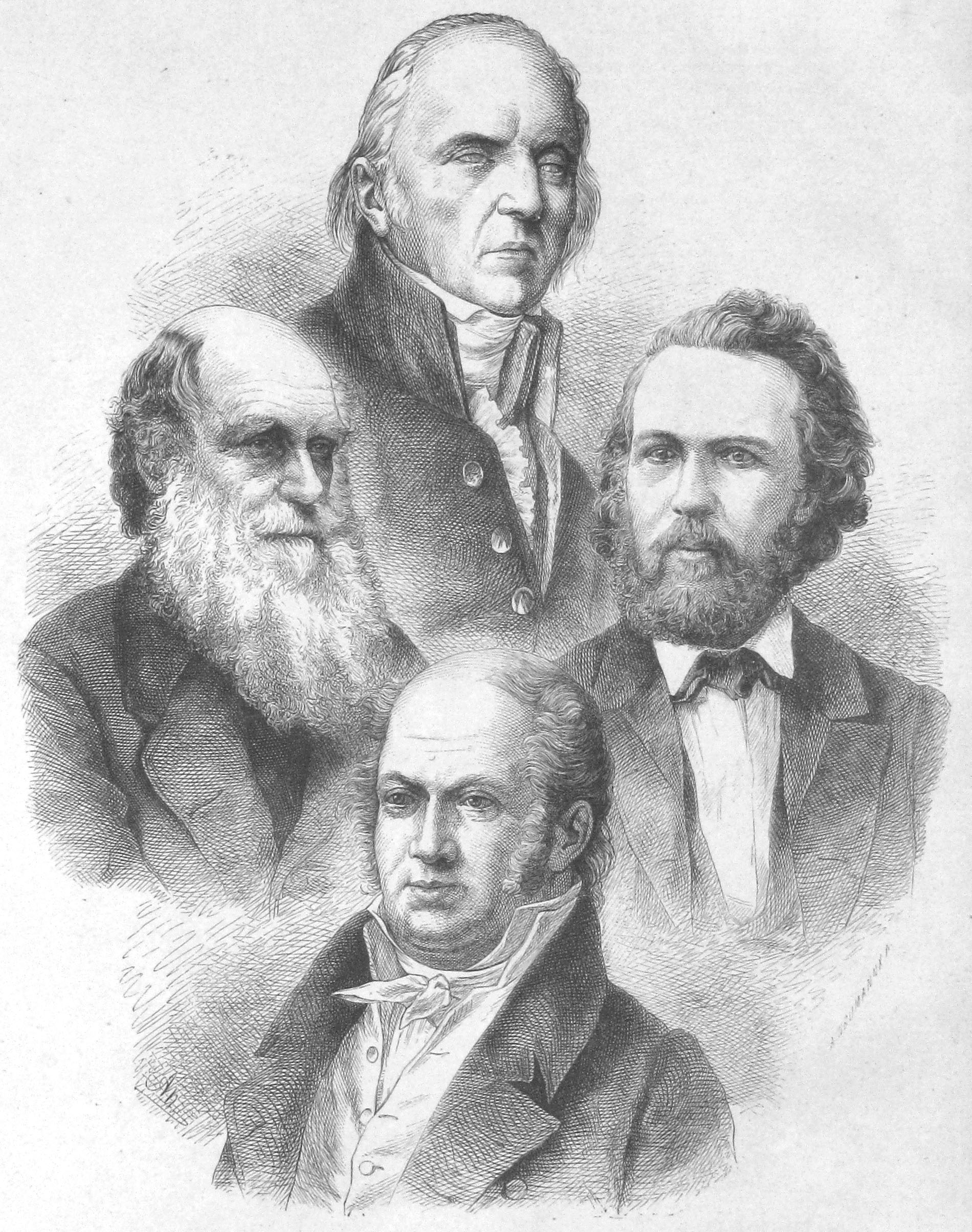
Samengesteld portret van vier belangrijke evolutiebiologen uit de 19e eeuw: Jean Lamarck (boven, 1744-1829); Charles Darwin (links, 1809-1882); Ernst Haeckel (rechts, 1834-1919) en Étienne Geoffroy Saint-Hilaire (onder, 1772-1844). Uit Die Gartenlaube (1873).

De geschiedenis van het evolutionair denken gaat veel verder terug dan het ontstaan van de evolutietheorie in de 19e eeuw. Het idee dat de natuur niet onveranderlijk is maar door middel van evolutie van soorten steeds verandert leefde al onder sommige natuurfilosofen uit de Oudheid. In het Westen heeft het essentialisme (het idee dat alle levende wezens teruggebracht kunnen worden tot hun onveranderlijke essenties) lange tijd voorkomen dat evolutie algemeen aanvaard werd. Pas na de Verlichting en de opkomst van het mechanistisch denken in de natuurlijke historie veranderde dit. Geleerden begonnen variatie in de natuur te onderzoeken. De opkomst van de paleontologie aan het einde van de 18e eeuw en daarmee het inzicht dat soorten kunnen uitsterven ondermijnde het idee van een statische, onveranderlijke natuur verder.
Lamarck was in het begin van de 19e eeuw de eerste die een volledige theorie over evolutie uitdacht. Zijn idee over transformisme is echter onjuist gebleken. In 1858 publiceerden Darwin en Wallace hun theorie dat evolutie gedreven wordt door natuurlijke selectie, een theorie die door Darwin verder uiteengezet werd in zijn boek On the Origin of Species in 1859. De overweldigende hoeveelheid bewijs die Darwin voor evolutie wist te verzamelen zorgde voor een paradigmaverschuiving binnen de wetenschappelijke gemeenschap. Hoewel evolutie vanaf dat moment algemeen aanvaard werd, was Darwins theorie dat evolutie door natuurlijke selectie gedreven wordt, pas rond 1940 onomstreden geworden.
Door de vereniging van de erfelijksheidsleer van Mendel en het concept van natuurlijke selectie ontstonden in de jaren 20 en 30 van de 20e eeuw de populatiegenetica en de moderne synthese of het neodarwinisme. Mutaties en variatie werden zowel met statistische analyse als in natuurlijke populaties bestudeerd en de resultaten werden gecombineerd met gegevens uit de systematiek en biogeografie. De kennis over de manier waarop en redenen waarom evolutie plaatsvindt nam daardoor steeds verder toe. Sinds de jaren 50 zijn daar gegevens uit de moleculaire genetica bij gekomen. Door de steeds nauwkeurigere methoden en ontdekkingen binnen al deze vakgebieden raakt de geschiedenis van het leven op Aarde steeds beter bekend.

## Oudheid

### Grieken
Sommige Griekse filosofen overwogen al de gedachte van een evoluerende natuur. Anaximander (610–546 v.Chr.) dacht dat het leven oorspronkelijk in zee was ontstaan om zich later op het land te begeven. Ook Empedocles (490–430 v.Chr.) filosofeerde over een niet-bovennatuurlijke oorsprong van het leven. De laatste kon zich zelfs een vorm van natuurlijke selectie voorstellen, wat later door Aristoteles als volgt werd samengevat:
Toen alle dingen ontstaan waren, waren het de dingen die een zeker doel hadden die overleefden en spontaan op een gunstige manier georganiseerd raakten; terwijl dingen die geen doel hadden vanzelf verdwenen en ook nu nog doorgaan met verdwijnen.
Daartegenover stond Plato (427/8–347/8 v.Chr.), die vanwege zijn ideeënleer wel gezien wordt als de stichter van het essentialisme. De ideeënleer houdt in dat waarnemingen of objecten in de realiteit een soort concrete weerspiegelingen zijn van een bepaald aantal eeuwige abstracte "vormen". Variatie in de natuur bestaat volgens Plato alleen omdat deze weerspiegeling niet altijd perfect hetzelfde is. In zijn dialoog Timaeus legt Plato uit dat de scheppende god vrij was van jaloezie en dus alle levende wezens zo schiep dat ze zijn volmaaktheid uitdrukten. Deze scheppende god schiep alle bestaande levensvormen omdat de schepping anders incompleet en imperfect zou zijn. Het idee dat alle levende soorten samen de schepping compleet maken, wordt het principe van plenitude genoemd en zou later de christelijke leer sterk beïnvloeden.

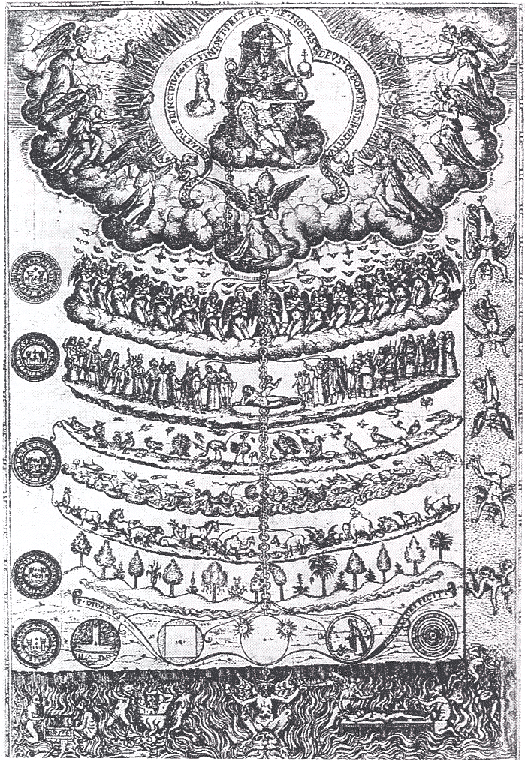
Tekening van de scala naturæ uit het boek Rhetorica Christiana van Diego Valadés (1579).

Aristoteles (384-322 v.Chr.), een van de bekendste Griekse natuurfilosofen, was de eerste van wie delen van het technische werk in details bewaard gebleven zijn. Aristoteles' ideeën over biologie waren het resultaat van zijn studie van de natuur van Lesbos. Hij vatte deze ideeën samen in vier boeken, die meestal met hun Latijnse naam worden aangeduid: De anima (Over de ziel - de essentie van het leven), Historia animalium (Over dieren), De generatione animalium (Over de voortplanting van dieren) en De partibus animalium (Over de dierlijke anatomie). Hoewel deze boeken een aantal opvallend nauwkeurige waarnemingen en interpretaties bevatten, komen er ook veel foute aannames en mythen in voor. Aristoteles deelde in zijn Historia animalium alle objecten en al het leven in op een ladder der natuur, een scala naturæ. Hoe ingewikkelder een object of wezen, hoe hoger het op de ladder staat. Volgens Aristoteles, die de abstracte vormen van Plato verwierp, was de functionaliteit van een object of levensvorm diens concrete "doeloorzaak". Iedere variatie kon zich daarmee niet zuiver toevallig voordoen. Gegeven die doeloorzaken was volgens hem een natuurlijke selectie van toevallige variaties in beginsel onmogelijk.

### Chinezen
Verscheidene Oud-Chinese filosofen, zoals Zhuangzi (4e eeuw v.Chr.) geloofden in de continue verandering van de natuur. Dit was in de Chinese filosofie geen vreemde gedachte. Het taoïsme leert dat alles veranderlijk is en ontkent daarmee expliciet dat biologische soorten gelijk kunnen blijven.

### Romeinen
De Romeinse epicuristische filosoof en anatoom Lucretius (99-55 v.Chr.) schreef het gedicht De rerum natura: 'Over de natuur der dingen'. In dit leerdicht beschreef hij de ontwikkeling van het leven als een proces van opeenvolgende stappen; te beginnen met het botsen van de kleinste, niet verder deelbare deeltjes materie, "a-tomen" (on-deelbaren), en vervolgens het daaruit ontstaan van planten en dieren, en uiteindelijk de mens. Lucretius was een atomist en een materialist; hij probeerde, bij zijn verklaring van natuurlijke verschijnselen, bovennatuurlijke oorzaken zoveel mogelijk uit te sluiten.

## Middeleeuwen
In de middeleeuwen werden in Europa ideeën over het ontstaan en de ontwikkeling van de natuur in de eerste plaats gebaseerd op de christelijke leer. Hoe de natuur ontstond was te vinden in het scheppingsverhaal. Dit liet weinig ruimte voor evolutionisme. In het Midden-Oosten had de overlevering van klassieke filosofen een grotere invloed en hielden diverse filosofen er evolutionistische ideeën op na. Deze zouden vanaf de 10e eeuw weer langzaam in Europa geïntroduceerd worden.

### Christelijke filosofen
Tijdens de vroege middeleeuwen werden de verklaringen van de klassieke Griekse filosofen in Europa vrijwel niet ondersteund. Het contact met de islamitische wereld, waar de oude teksten bewaard en gekopieerd werden, leidde tot een herontdekking en vertaling in het Latijn van zowel de klassieke Griekse als Arabische filosofen. Christelijke filosofen in Europa combineerden Aristoteles' classificatie van de natuur met Plato's ideeën van een goede, almachtige schepper en een perfecte schepping. Alle levenloze objecten, levende planten en dieren en bovennatuurlijke wezens hadden volgens deze filosofen hun plek in de scala naturæ, de levensladder.
In de levensladder werd de natuur van "simpele" tot "ingewikkelde" zaken gerangschikt. Onderaan bevond zich de hel, bovenaan de ladder stond God. Onder God volgden de engelen, de banen van de planeten, met daaronder de mensen en daaronder van "ontwikkeld" tot "eenvoudig" alle dieren, de wormen onderaan. Daaronder volgden de planten en ten slotte, boven de hel, de levenloze natuur zoals stenen, water en mineralen. Op de ladder waren geen lege plekken en elke plek werd door slechts één soort gevuld, om de perfectie van de schepping te benadrukken. De vaste plekken die alle soorten op de ladder hadden, maakten ontwikkeling van een soort onmogelijk. In de christelijke versie van Plato's perfecte schepping was evolutie zodoende een onmogelijkheid. Voor mensen werd het bovendien als een zonde gezien te proberen een andere positie dan de door de schepper toegewezen op de ladder in te nemen, of ze zich nu als "lagere" dieren gedroegen of juist "hogere" plekken probeerden te bereiken.
Overeenkomsten tussen soorten waren logisch, deze soorten bevonden zich op aangrenzende plekken op de ladder. De ladder fungeerde op deze manier eeuwenlang als een basis voor de filosofie van de westerse beschaving. De ladder vormde ook de achtergrond van het teleologisch godsbewijs in de natuurlijke theologie. Ook de biologen van de 17e en 18e eeuw rangschikten de natuur nog steeds met de scala naturæ in gedachten.

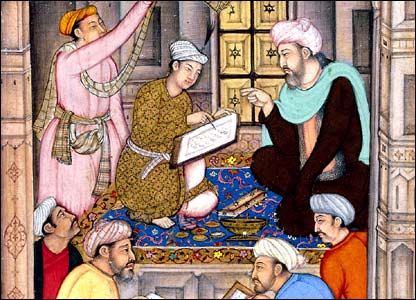
Tekening uit het boek Akhlaq i-Nasiri van de Perzische filosoof Nasir al-Din al-Toesi.

### Islamitische filosofen
Hoewel de Griekse en Romeinse ideeën over evolutie na de val van het Romeinse Rijk in Europa min of meer verloren gingen, werden ze in het Midden-Oosten aan latere generaties doorgegeven. In de hoogtijdagen van de islamitische filosofie (8e tot 13e eeuw) werden de ideeën van de Griekse natuurfilosofen op scholen onderwezen.
De eerste islamitische natuurfilosoof die evolutionistische ideeën had, was de 9e-eeuwse Afro-Arabische schrijver al-Jahiz. Hij beschreef hoe de omgeving de kansen op overleving van een dier bepaalt en berichtte over de strijd om het bestaan in de natuur.
In de geschriften van de 10e-eeuwse Ikhwan al-Safa (broederschap der oprechtheid) en in het boek al-Fawz al-Asghar van de Perzische filosoof Ibn Miskawayh (932-1030) kwamen ideeën naar voren die aan evolutionisme grensden. Levenloos materiaal zou, onder invloed van de schepper, veranderen in lucht; lucht in water; water in mineralen; mineralen in planten; planten in dieren; dieren in apen; en apen in mensen. De hoogste mensen zouden op hun beurt bijna een hogere orde bereikt hebben, de engelen. De natuurfilosoof Ibn al-Haytham (965–1039) schreef ook over de mogelijkheid van de evolutie van leven (hoewel niet over natuurlijke selectie). Een groot aantal Arabische en Perzische geleerden uit die tijd, zoals Aboe Rayhaan al-Biruni (973-1048), Nasir al-Din al-Toesi (1201-1274), of Ibn Khaldun (1332-1406) zouden zijn ideeën bediscussiëren en verder uitwerken. Na de renaissance zouden deze werken op hun beurt weer druppelsgewijs in Europa binnendringen, waar ze wellicht invloed hebben gehad op de wetenschappelijke revolutie.

## Renaissance en Verlichting
Tijdens de Wetenschappelijke Revolutie kwam het rationalisme en mechanistisch denken van René Descartes (1596-1650) op, de filosofie die probeerde alle natuurverschijnselen met natuurwetten te verklaren. Rationalisten gingen er vanuit dat de natuur niet in tegenspraak kon zijn met de Bijbel, maar ook dat ze door middel van natuurwetten kon worden beschreven. Descartes meende bovendien dat god geen misleiding in de schepping had aangebracht: het was mogelijk aan waarnemingen van de natuur conclusies te verbinden. Hierdoor ontstond de natuurlijke historie, het met de wetenschappelijke methode bestuderen van de natuur. Tot en met de 18e eeuw ging de natuurlijke historie gepaard met de natuurlijke theologie - waarnemingen werden met religieuze ideeën in overeenstemming gebracht. De meeste theorieën over het ontstaan van het leven waren tot de tweede helft van de 18e eeuw dan ook doorwrocht van religieuze en spirituele grondbeginselen. De natuurlijke theologie was een teleologische wijze van denken: god werd als de uiteindelijke oorzaak van natuurverschijnselen gezien. De natuur was in het wereldbeeld van 18e-eeuwse natuuronderzoekers zowel het resultaat als het bewijs van de perfectie en goedheid van gods schepping en plan. In tegenstelling tot de astronomie bestond er in de natuurhistorie dan ook geen grote controverse tussen geloof en wetenschap - tot de tweede helft van de 19e eeuw.
Dat betekende niet dat evolutie voor onmogelijk werd geacht. In dezelfde periode speculeerden belangrijke natuurfilosofen als Gottfried Wilhelm Leibniz (1646-1716) over de evolutie van soorten. Ook tijdens de Romantische reactie op de Verlichting zagen veel filosofen, zoals Johann Gottfried von Herder (1744-1803), het ontstaan van de natuur als een geleidelijk proces. In de vroege 19e eeuw vond een verschuiving plaats van de teleologische benadering naar empirisch onderzoek.

### Ontdekkingen in de natuurlijke historie
De ontdekking van de microscoop maakte het mogelijk leven op een veel kleinere schaal te bestuderen. Robert Hooke (1635-1703) beschreef als eerste cellen in verschillende soorten weefsels. De ontwikkeling van microscopen ging snel in de tweede helft van de 18e eeuw. Antoni van Leeuwenhoek (1632-1723) ontdekte microscopisch kleine vormen van leven, de protisten. De Britse onderzoeker William Harvey (1578-1657) ontdekte de circulatie van bloed door het lichaam en de Italiaan Marcello Malpighi (1628-1694) zag onder de microscoop bloedlichaampjes door aders bewegen. Dit alles leidde tot de ontdekking dat de bloedsomloop in de meeste dieren sterk overeenkomt. Malpighi bestudeerde ook plantenweefsel onder de microscoop. Samen met zijn Engelse tegenhanger Nehemiah Grew (1628-1711) kan hij als vader van de anatomie van planten worden gezien, op grond waarvan plantensoorten geclassificeerd konden worden. 

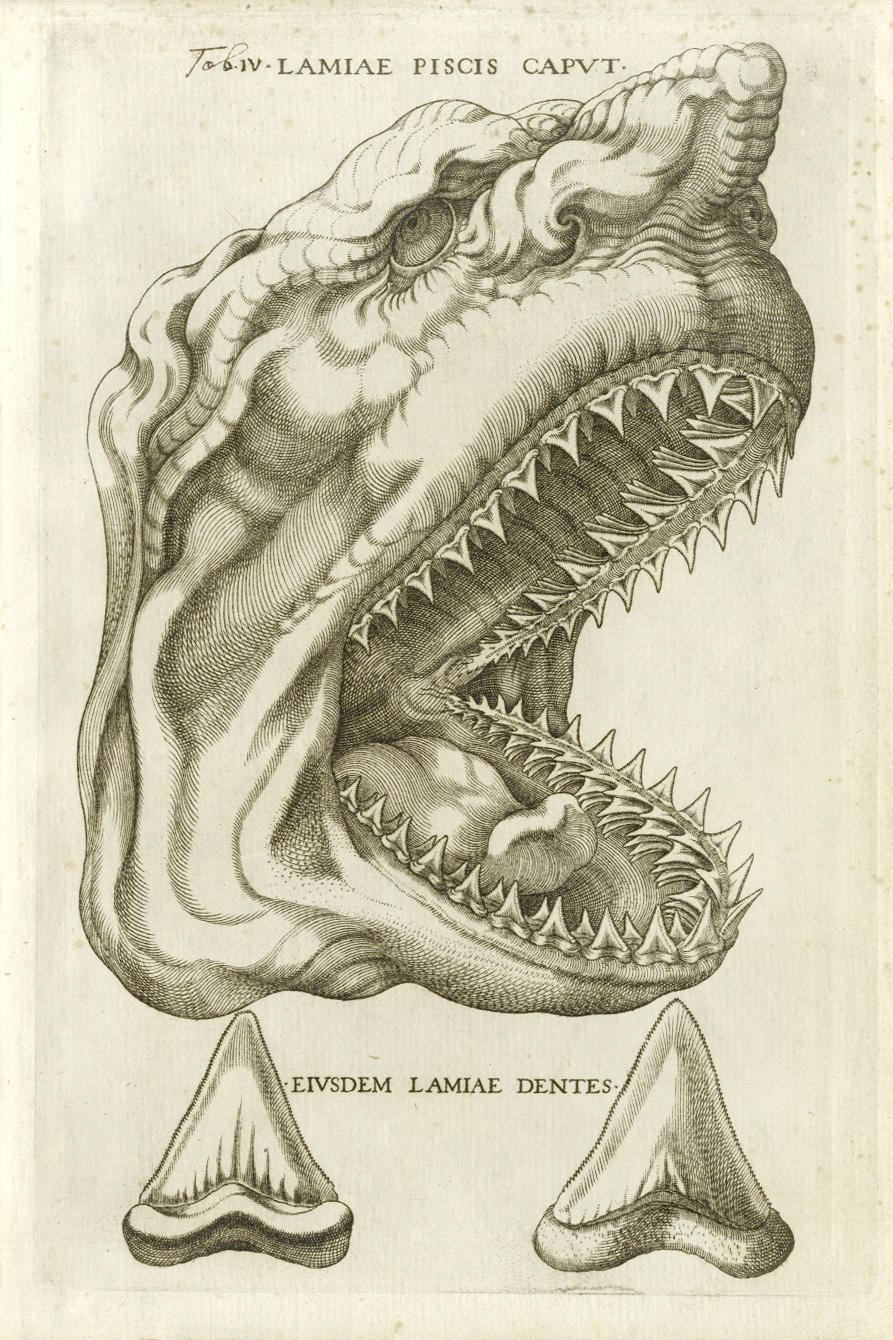
Een tekening van de kop van een witte haai door Nicolaus Steno. Steno toonde aan dat fossiele tanden van haaien vergelijkbaar zijn met de tanden van levende haaiensoorten. Daarmee ontkrachtte hij de heersende opvatting dat fossielen vreemd gevormde stenen zijn. Dit was in lijn met Descartes' idee dat de schepper in de natuur geen misleidende objecten heeft achtergelaten.

De aardwetenschappen werden in deze periode gedomineerd door Bijbelse verklaringen. De Ierse priester James Ussher (1581-1656) kwam op grond van de Bijbel tot de zeer precieze conclusie dat de schepping plaatsvond op 23 oktober 4004 v.Chr. Een dergelijke geringe ouderdom van de Aarde bood weinig ruimte voor een geleidelijke evolutie van soorten. Ook de natuurlijke verspreiding van soorten, waarover in de tijd van de ontdekkingsreizen steeds meer bekend raakte, viel lastig met de korte tijdspanne die een letterlijke lezing van de Bijbel bood in overeenstemming te brengen. Invloedrijke naturalisten als Martin Lister (1638-1712) en Athanasius Kircher (1602-1680) meenden dat fossielen merkwaardig gevormde stenen waren in plaats van de resten van organismen. John Woodward (1667-1728) en John Ray (1627-1705) zagen in fossielen sporen van de zondvloed. De Deense natuurvorser Nicolaus Steno (1638-1686) toonde aan dat fossiele haaientanden overeenkomen met tanden van levende soorten. Hij zag ook in dat gesteentelagen met fossiele schelpen oorspronkelijk horizontaal in zee waren gevormd en later opgeheven zodat ze op het land kwamen te liggen.

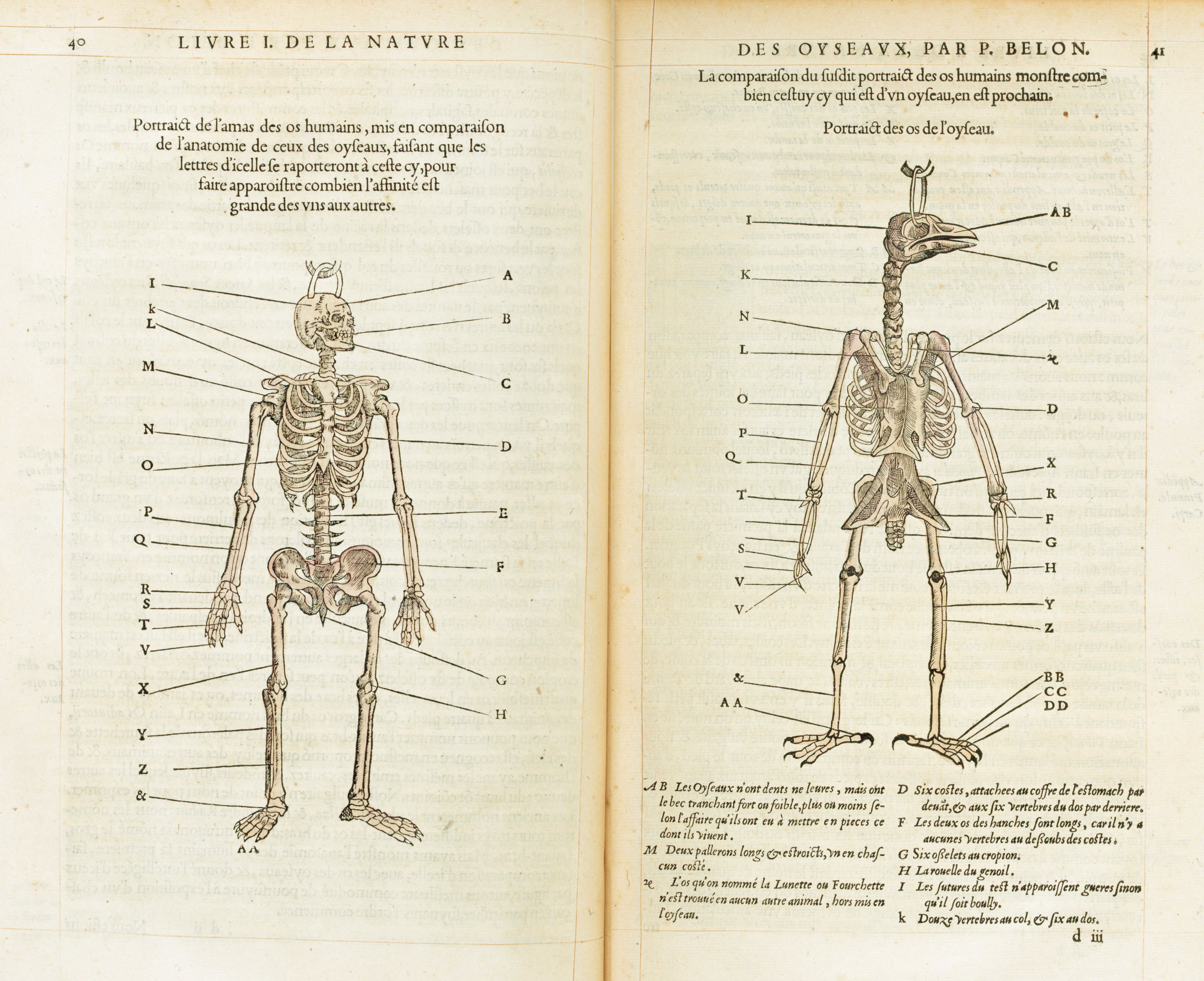
Pierre Belon vergeleek in deze tekeningen uit 1555 de skeletten van mensen en vogels.

### Begin van de taxonomie
De classificatie van soorten was een belangrijke stap. De moderne systematisering van de biologie wordt vaak aan Carl Linnaeus (1707-1778) toegekend, maar dat doet geen recht aan het werk van eerdere natuuronderzoekers zoals Conrad Gesner (1516-1565) of Andreas Cesalpinus (1579-1603). Hoewel natuurfilosofen als Gesner met zijn catalogus van dieren en planten de grondleggers van de moderne botanie en zoölogie waren, werden in hun werk waarnemingen en fabels nog door elkaar gehaald. Zo beschreef Gesner fabeldieren als een mantichora naast in de natuur levende soorten. De Zwitser Gaspard Bauhin (1560-1624) en de Fransman Pierre Belon 1517-1565) maakten al indelingen waarin twee namen voorkomen: een soortnaam en een geslachtsnaam. De Schotse botanicus Robert Morison (1620-1683) deelde planten in op grond van groeivormen en de vorm en structuur van hun bloemen en vruchten. De Engelsman John Ray maakte een indeling van planten in 32 "klassen". Ray was ook een belangrijke exponent van de natuurlijke theologie: hij zag in adaptaties onder planten en dieren een uiting van de perfectie van de schepping. Tot Linnaeus' werk verschenen meerdere botanische indelingen, waarvan vooral die door Joseph de Tournefort (1656-1708) populair was. Deze indeling besloeg ongeveer 8000 soorten.
Linnaeus' indeling was vooral baanbrekend wegens de eenvoud, en daarmee het gemak waarmee ze gehanteerd kon worden. Naast soorten worden organismen ook in "hogere" taxa ingedeeld. De indeling gebeurde op basis van uiterlijke kenmerken en morfologie. In feite werd met de classificaties van Linnaeus en zijn voorgangers de scala naturæ vervangen door een classificatiesysteem dat gebaseerd was op waarnemingen. Evolutie speelde daarbij echter geen rol: Linnaeus geloofde zoals de meeste van zijn tijdgenoten in de onveranderlijkheid van soorten. Desondanks stond het ontstaan van de taxonomie aan de basis van de latere opkomst van de evolutiebiologie. De systematische indeling van de natuur vergemakkelijkte het beschrijven van de natuur en de herkenning van overeenkomsten en verwantschappen tussen verschillende soorten.

### Ideeën over evolutie
Pierre Louis de Maupertuis (1698-1759) schreef in 1751 dat van generatie op generatie natuurlijke aanpassingen voorkwamen, waardoor nieuwe rassen en zelfs soorten ontstonden. Een belangrijke stap werd gezet door Georges de Buffon (1707-1788), die stelde dat wat door mensen "soorten" genoemd werden, in feite varianten zijn van eenzelfde grondvorm, die onder invloed van hun omgeving uit elkaar gegroeid zijn. Zo geloofde Buffon dat leeuwen, tijgers, huiskatten en luipaarden allemaal een gemeenschappelijke voorouder hadden. Hij speculeerde dat de ongeveer 200 toen bekende soorten zoogdieren afstamden van 38 grondvormen. Daarmee hield Buffons evolutie echter op. De grondvormen waren volgens hem spontaan ontstaan en hadden een bepaald plan in zich, dat een te grote verandering onmogelijk maakte.
James Burnett (1714-1799) beschreef tussen 1767 en 1792 dat levende wezens over langere perioden manieren hadden gevonden om hun eigenschappen aan te passen en dat dit tot evolutie leidde. Hij schreef ook dat mensen waarschijnlijk afstammen van primaten. Erasmus Darwin (1731-1802), de grootvader van Charles Darwin, publiceerde in 1796 zijn boek Zoönomia, waarin hij stelde dat alle warmbloedige dieren van één gemeenschappelijke voorouder afstammen. In een gedichtje beschreef hij hoe het leven zich in de loop der tijd van minuscule, in de modder levende organismen gediversifieerd had tot de huidige vormen. Een belangrijke tegenstander van Erasmus Darwins evolutionistische ideeën was de natuurtheoloog William Paley (1743–1805), die in zijn boek Natural Theology de ideeën van Erasmus Darwin bestreed met de horlogemakeranalogie. Deze analogie, een godsbewijs, stelt dat een zeer ingewikkeld in elkaar zittend natuurlijk fenomeen, het bewijs vormt voor het bestaan van een intelligente schepper.

## Moderne Tijd

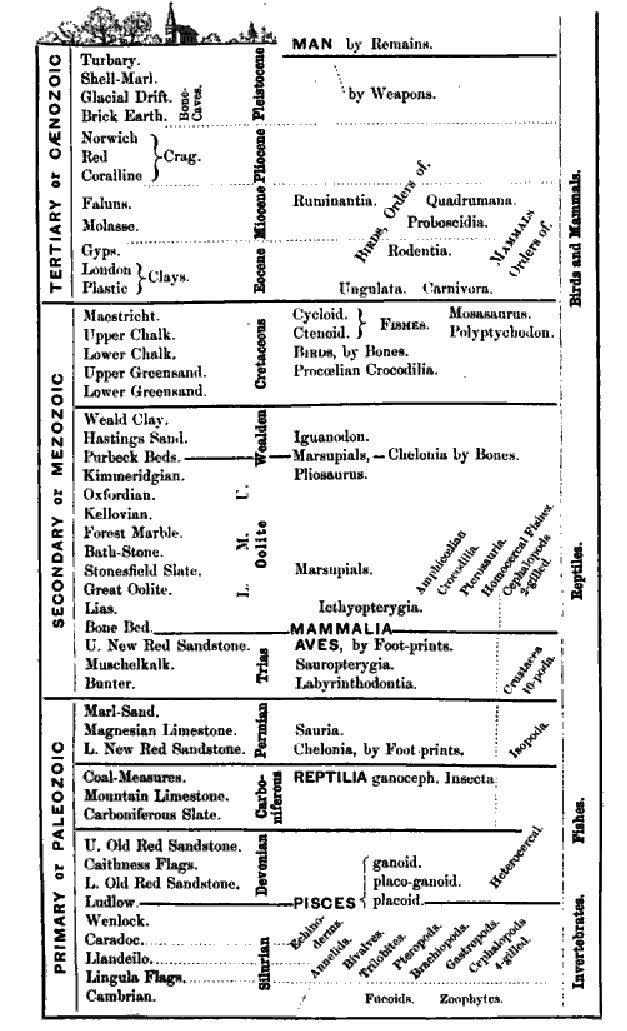
Een vroege versie van de geologische tijdschaal, waarin het verschijnen van de belangrijkste groepen dieren aangegeven is, uit een boek van Richard Owen uit 1861.

### Opkomst van paleontologie en stratigrafie
Georges Cuvier (1769-1832) publiceerde in 1796 een vergelijking tussen levende olifanten en fossielen van olifantachtigen. Hij toonde aan dat mammoeten en mastodonten duidelijk andere soorten waren, waarmee hij bewees dat soorten kunnen uitsterven. Ondertussen bracht William Smith (1769-1839) de opeenvolging van gesteentelagen in Engeland in kaart. Hij deed dit aan de hand van de fossielen die in die lagen gedetermineerd waren. Hiermee werd de stratigrafie geboren, het vakgebied binnen de geologie dat de opeenvolging van gesteentelagen bestudeert. Cuvier publiceerde in 1811 samen met Alexandre Brongniart (1770-1849) een vergelijkbaar onderzoek van gesteentelagen in het Bekken van Parijs. Dankzij dit onderzoek ontstond het besef dat de ouderdom van de Aarde veel groter moest zijn dan voorheen werd aangenomen. Cuvier verklaarde het patroon van uitsterven en verschijnen van soorten door de gesteentelagen heen met zijn theorie van catastrofisme, waarbij grote natuurrampen (catastrofes) telkens voor het uitsterven van soorten zorgden.
Door stratigrafisch onderzoek op verschillende plekken ter wereld groeide aan het begin van de 19e eeuw de kennis van de geologische geschiedenis snel. Rond 1840 was er een grove geologische tijdschaal opgesteld. John Phillips (1800-1874) deelde de tijdschaal in in drie era's: het Paleozoïcum, waarin vissen en ongewervelden de belangrijkste dieren waren; het Mesozoïcum, waarin de reptielen dominant waren en het Cenozoïcum, waarin de zoogdieren domineren. Conservatieve geologen als Adam Sedgwick (1785-1873) en William Buckland (1784-1856), die aanhangers waren van natuurlijke theologie, accepteerden deze opeenvolging in de geschiedenis van het leven. In tegenstelling tot Cuvier probeerden Buckland en andere Britse natuurtheologen de catastrofes die tot het uitsterven van soorten leidden te verbinden aan de Bijbelse zondvloed (zogenaamde zondvloedgeologie).
Charles Lyell (1797-1875) publiceerde tussen 1830 en 1833 zijn Principles of Geology, waarin hij in tegenstelling tot de catastrofisten stelde dat de geologie van de Aarde beter te verklaren is door een geleidelijke, langzame vorming. De natuurlijke krachten die de Aarde gevormd hebben zijn volgens Lyell en gelijkgezinden (de uniformitarianisten) dezelfde als de natuurlijke processen die tegenwoordig ook nog werken. Volgens de uniformitarianisten zijn geen catastrofale (en wellicht bovennatuurlijke) gebeurtenissen nodig om de geologie te verklaren.

### Transmutatie

Een diagram uit het boek Vestiges of the Natural History of Creation van Robert Chambers. Vissen (F), reptielen (R) en vogels (B) zijn takken die afsplitsen van het pad naar zoogdieren (M).

In 1809 introduceerde Jean-Baptiste Lamarck (1744-1829) de theorie van transformisme in zijn boek Philosophie Zoologique, een theorie die verder ging dan de ideeën van Erasmus Darwin. Lamarck geloofde niet dat alle levende wezens een gemeenschappelijke voorouder hadden, maar dat simpele levensvormen voortdurend spontaan ontstonden door spontane generatie. Ook vermoedde hij dat een onzichtbare kracht het leven door de tijd heen steeds complexer maakte, waarbij steeds hoger op de levensladder staande soorten verschenen. Lamarck zag in dat in de loop der tijd soorten aangepast zijn aan hun natuurlijke omgeving. Hij nam aan dat dezelfde bovennatuurlijke kracht die het leven steeds complexer maakte, ervoor zorgde dat organen van dieren of planten zo konden veranderen dat ze beter op de omgeving afgesteld zijn, net als spieren groter worden wanneer ze vaak gebruikt worden. Hij geloofde dat deze veranderingen overgegeven kunnen worden op nakomelingen, zodat een soort in de loop der tijd langzaam aangepast raakt aan de omgeving waarin ze leeft. Dit idee van overerfbare aanpassingen staat bekend als lamarckisme en zou discussies over evolutie tot in de 20e eeuw beïnvloeden.
Aanhangers van Lamarck, waaronder Robert Grant (1793-1874) en Étienne Geoffroy Saint-Hilaire (1772-1844) gebruikten overeenkomsten tussen soorten (homologieën) om een gemeenschappelijke afstamming vast te stellen. Charles Darwin zou als student onder Grant de levenscyclus van mariene dieren bestuderen. In 1826 verscheen een anoniem artikel, waarschijnlijk geschreven door Robert Jameson, waarin Lamarck geroemd wordt vanwege het feit dat hij verklaarde hoe de hoogste vormen van leven uit de simpelste wormen geëvolueerd zijn. Dit was voor zover bekend de eerste keer dat het woord evolueren in de moderne betekenis gebruikt werd.
Robert Chambers publiceerde in 1844 anoniem zijn boek Vestiges of the Natural History of Creation (vertaling: Sporen van de natuurlijke geschiedenis der schepping), dat een grote invloed had. Het boek bevat een evolutionistische hypothese over het ontstaan van het zonnestelsel en de oorsprong en ontwikkeling van het leven op Aarde. Volgens Chambers zou uit fossielen blijken dat de evolutie een rechte lijn was naar de mensheid, met afsplitsingen naar uitgestorven en nog bestaande andere soorten. Transformisme, of transmutaties zoals Lamarck die voorgesteld had leidden volgens Chambers tot het ontvouwen van een voorbedacht plan dat in de wetten van het universum vastlag. Hoewel Chambers' ideeën minder materialistisch waren dan die van Grant, was de suggestie dat de mensheid slechts de laatste stap was in de ontwikkeling van dierlijk leven schokkend genoeg om felle reacties uit de hoek van de conservatieve natuurtheologen te ontlokken. Het debat over evolutionisme dat in Engeland ontstond naar aanleiding van Chambers' boek was van grote invloed op de ontvangst van Darwins evolutietheorie iets meer dan tien jaar later.
Georges Cuvier was een belangrijke tegenstander van de ideeën van Lamarck en Saint-Hilaire over transformisme. Net als Aristoteles geloofde hij dat soorten onveranderlijk waren. De individuele organen van een organisme waren volgens Cuvier te nauw met elkaar verbonden om het mogelijk te maken dat een deel van de anatomie veranderde terwijl de rest hetzelfde bleef. Hij argumenteerde verder dat uit het geologisch archief bleek dat plotselinge catastrofes tot massale uitsterving leidden, waarop fases volgden waarin nieuwe soorten de Aarde herbevolkten. Een ander argument van Cuvier was dat bij oude Egyptische dierenmummies en tekeningen van dieren geen verschillen zichtbaar waren met tegenwoordig, terwijl deze toch een paar duizend jaar oud waren. Als er een langzame verandering binnen soorten zou plaatsvinden, zou dit volgens Cuvier toch merkbaar moeten zijn. De argumenten en reputatie van Cuvier maakten dat de evolutionisten tot de tijd van Darwin een minderheid vormden onder natuurwetenschappers.

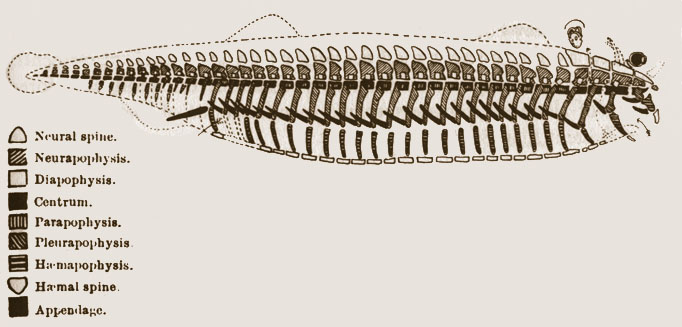
Een tekening van de mogelijke voorouder van alle gewervelden, door Richard Owen in 1847

Geologen die beïnvloed waren door natuurlijke theologie, zoals Buckland en Sedgwick, vielen de ideeën van Lamarck, Grant en Chambers aan. Hoewel Lyell een tegenstander van zondvloedgeologie en andere natuurtheologische concepten was, geloofde hij ook dat soorten onveranderlijk waren en ook hij was een tegenstander van Lamarcks ideeën. Andere geleerden van die tijd, zoals Louis Agassiz (1807-1873) en Richard Owen (1804-1892) geloofden dat elke soort een apart idee van de schepper vormde en daarom onveranderlijk is. Ze geloofden dat relaties tussen soorten uit overeenkomstige bouwplannen, embryologie en de opeenvolging van fossielen naar voren kwamen, maar dat deze relaties niet voor een verwantschap stonden maar voor de ontwikkeling van de ideeën van de schepper. De schepper zou herhaaldelijk nieuwe, steeds ingewikkelder levensvormen op Aarde gebracht hebben met als uiteindelijke kroon de schepping van de mens. Owen leidde een lastercampagne om Grant in de wetenschappelijke gemeenschap te marginaliseren. Later zou Darwin echter gebruikmaken van Owens onderzoek naar homologieën. Uit angst dezelfde behandeling als Grant en dezelfde kritiek als Chambers' werk te moeten ondergaan zou Darwin de publicatie van zijn eigen ideeën lang uitstellen.

## Darwinisme
Charles Darwin (1809-1882) en Alfred Russel Wallace (1823-1913) waren de eersten die een sluitende verklaring voor de evolutie van soorten gaven. Door jarenlange studie van populaties in de natuur kwamen Darwin en Wallace tot de conclusie dat evolutie gedreven wordt door natuurlijke selectie. In plaats van zijn ideeën direct bekend te maken, bleef Darwin meer bewijzen verzamelen voordat hij zijn theorie uiteindelijk publiceerde. Hij deed dit mede omdat hij zich ervan bewust was dat anderen op het punt stonden hem voor te zijn. Vóór Darwin waren er enkele geleerden geweest die tot soortgelijke inzichten waren gekomen. In 1813 sprak William Charles Wells (1757-1817) voor de Royal Society in Londen over de evolutie van de mens op basis van natuurlijke selectie. Wells paste het principe echter alleen op mensen toe. De Schotse grootgrondbezitter Patrick Matthew (1790-1874) had het principe van natuurlijke selectie al in 1831 beschreven maar zowel Matthew zelf als diens omgeving zagen het belang van het principe niet in. Darwin was vóór de publicatie van zijn theorie niet op de hoogte van Matthews werk. Wel kende Darwin het werk van de botanicus Augustin Pyramus de Candolle (1778-1841), die het idee van een strijd om het bestaan bedacht, maar deze zelf niet gebruikte om evolutie mee te verklaren.
Hoewel veel van de belangrijke concepten uit Darwins theorie al eens eerder bedacht waren, was het Darwins verdienste dat hij de gevolgen van de combinatie van al deze concepten inzag. Zowel Matthew als Wells schijnen bijvoorbeeld niet de consequenties van natuurlijke selectie te hebben doorgehad, en geen van alle eerdere evolutionisten kwam met de grote hoeveelheid empirische bewijzen die Darwin aanvoerde om zijn theorie te onderbouwen.

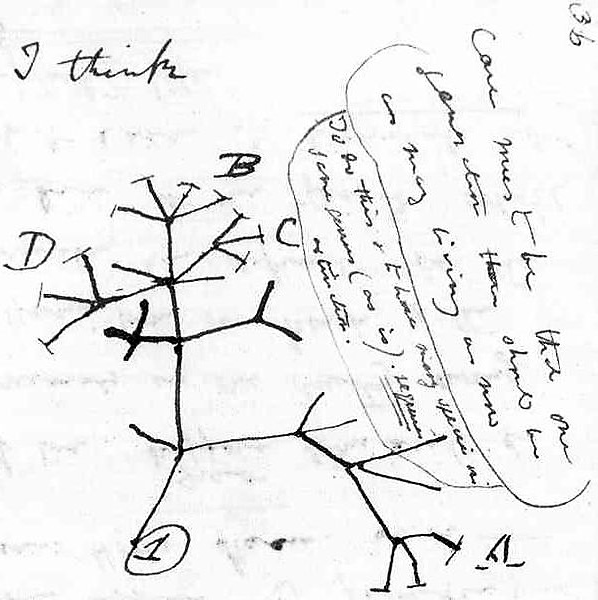
Darwins eerste schets van een evolutionaire stamboom van het leven (1837). Tekst: 36 I think B D C 1 A Case must be that one generation should have as many living as now. To do this and to have as many species in same genus (as is) requires extinction.
Vrije vertaling: Ik denk B D C 1 A dat een [volgende] generatie net zoveel levende wezens zou moeten hebben als er nu zijn. Om dit te krijgen met evenveel soorten in hetzelfde geslacht als nu is uitsterving nodig.

### Ontstaan van Darwins ideeën
De biogeografische verspreiding van soorten die Darwin voornamelijk op de Galapagoseilanden waarnam tijdens zijn reis met de Beagle deden hem twijfelen aan de onveranderlijkheid van soorten. In 1837 begon hij, in voor de buitenwereld geheimgehouden geschriften, zijn ideeën over transformisme en evolutie op te schrijven. In tegenstelling tot de trapsgewijze evolutie naar een steeds hoger doel, zoals Lamarck en anderen het voorgesteld hadden, zag Darwin evolutie als een in alle richtingen vertakkend proces zonder duidelijk einddoel. In 1838 las hij Thomas Malthus' An Essay on the Principle of Population. Malthus (1766-1834) was een demograaf en econoom die in zijn boek beschreef hoe bevolkingsgroei tot grotere armoede en een strijd om het bestaan leiden. Darwin combineerde Malthus' en Candolles strijd om het bestaan met zijn eigen kennis van de methodes van fokkers van dieren en kwam zo op het idee van natuurlijke selectie.
Hoewel Darwin na 1838 ruim twintig jaar zou wachten met de publicatie van zijn idee, besprak hij het wel met vrienden en andere geleerden gedurende die tijd. Tegelijkertijd gebruikte hij alle tijd die hij kon vrijmaken van zijn overige wetenschappelijk werk om zijn theorie te verfijnen en verbeteren en meer bewijs ervoor te verzamelen.
Tegelijkertijd was Alfred Russel Wallace (1823-1913) tot min of meer dezelfde ideeën gekomen als Darwin. Wallace was in tegenstelling tot Darwin van het begin af aan een aanhanger van evolutie en sterk beïnvloed door onder andere Chambers' boek. Net als Darwin kende hij Malthus' werk en paste hij diens idee van een strijd om het bestaan toe op natuurlijke populaties. Ook geloofde hij net als Darwin in een naar alle richtingen vertakkend patroon van evolutie. In 1855 schreef hij, aan de hand van zijn waarnemingen van de verspreiding van soorten in de Indische Archipel en in Zuid-Amerika, dat elke soort ontstond in de nabijheid van een al bestaande verwante soort. In februari 1858 bundelde hij zijn ideeën in een essay, dat hij, zonder dat hij van diens ongepubliceerde ideeën wist, aan Darwin stuurde. Darwin begreep dat als hij zijn theorie niet zou publiceren, anderen hem voor zouden zijn. De uitkomst van zijn correspondentie met Wallace was dat de twee samen de theorie van natuurlijke selectie in juli 1858 publiceerden. Tegelijkertijd begon Darwin te schrijven aan zijn boek On the Origin of Species, dat in 1859 uit zou komen.

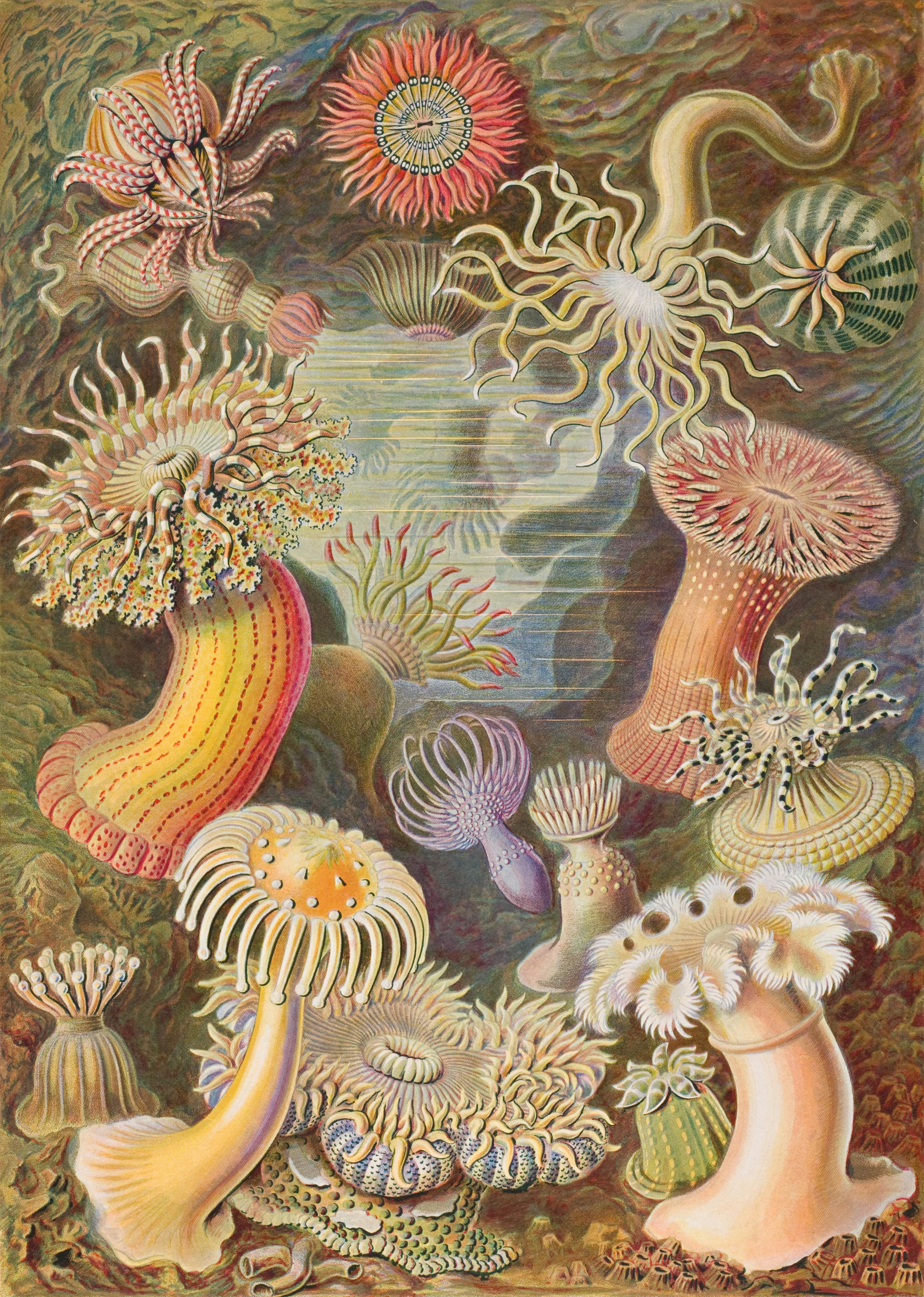
Afbeelding van verschillende soorten zeeanemonen uit het boek Kunstformen der Natur van Ernst Haeckel.

### Invloed vanOn the Origin of Species
Hoewel er ook vóór de publicatie van On the Origin of Species al een redelijk grote groep geleerden was die van mening was dat transformisme op één of andere manier plaatsvond, zou het boek de verhoudingen in het debat drastisch veranderen. Darwins theorie verklaarde hierin een grote hoeveelheid biogeografische, anatomische, embryologische en biologische feiten en waarnemingen. Natuurlijke selectie werd, in tegenstelling tot de ideeën van Darwins voorgangers, een geloofwaardig mechanisme voor evolutie.
Een van de eerste geleerden die overtuigd werd door Darwin was de anatoom Thomas Huxley (1825-1895). Terwijl Huxley altijd sceptisch was geweest over Lamarcks en Chambers' ideeën zag hij de waarde van Darwins theorie wel in en werd hij een van de meest fanatieke aanhangers. Hij richtte de X-club op, een groep Britse geleerden die tot doel hadden de wetenschap te hervormen door natuurlijke theologie te vervangen door methodologisch naturalisme. Daarmee werd de belangrijke rol die de clerus in Groot-Brittannië voorheen in het natuuronderzoek had gespeeld doorbroken. Dankzij deze inspanningen was in de meeste Engelstalige landen rond 1870 de overgrote meerderheid onder geleerden overtuigd geraakt van het darwinisme. In Duitsland werd Darwins theorie verspreid door de biologen August Weismann (1834-1914) en Ernst Haeckel (1834-1919), in Nederland door de bioloog Pieter Harting (1812-1885). Net als Huxley de evolutietheorie gebruikte om de Britse wetenschap van natuurtheologie te ontdoen, gebruikten Haeckel en Harting haar om in de Duitse en Nederlandse wetenschap het idealistisch denken te vervangen door exact naturalisme. In landen waar de theorie geen invloedrijke aanhangers wist te vergaren, zoals Frankrijk, Italië, Spanje en in Zuid-Amerika, zou het langer duren voor ze algemeen geaccepteerd werd.
Ondanks de algemene acceptatie van Darwins ideeën onder geleerden kon hij niet alle problemen met evolutie verklaren. De belangrijkste manco's aan Darwins theorie waren dat deze geen verklaringen bood voor het bestaan van variatie binnen natuurlijke populaties en hoe eigenschappen van de ene op de andere generatie werden doorgegeven. Als verklaring publiceerde Darwin in 1868 zijn hypothese van pangenese. Hoewel later is aangetoond dat deze hypothese onjuist is, bleek ze bruikbaar voor de modellen van de statisticus Francis Galton (1822-1911).

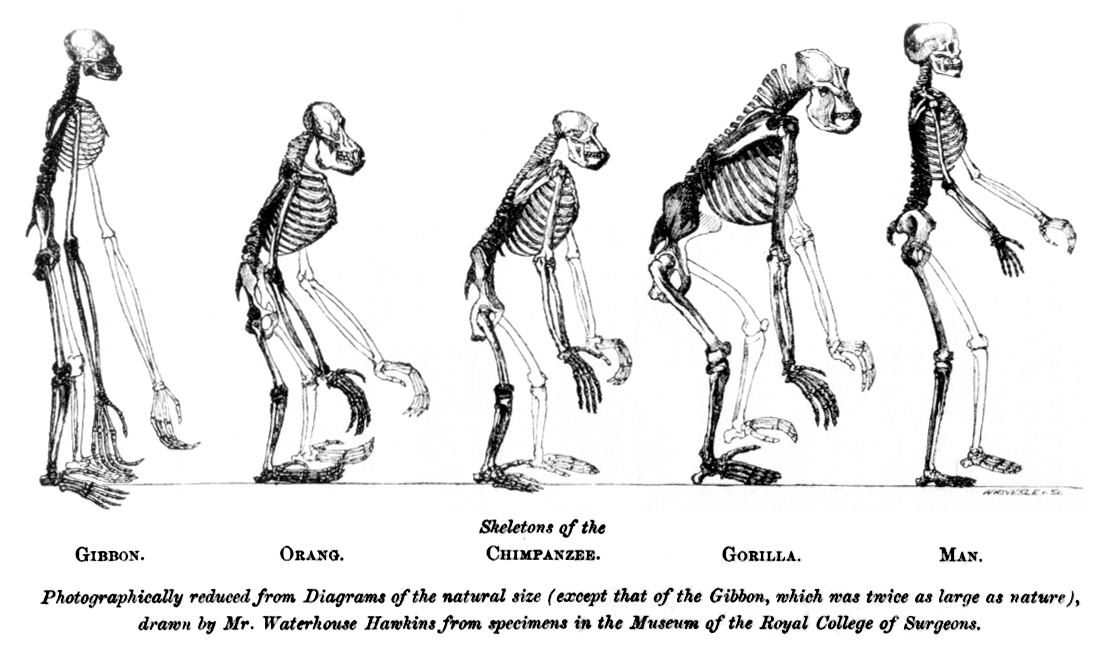
Frontispies van Huxleys boek Evidence as to Man's Place in Nature (1863).

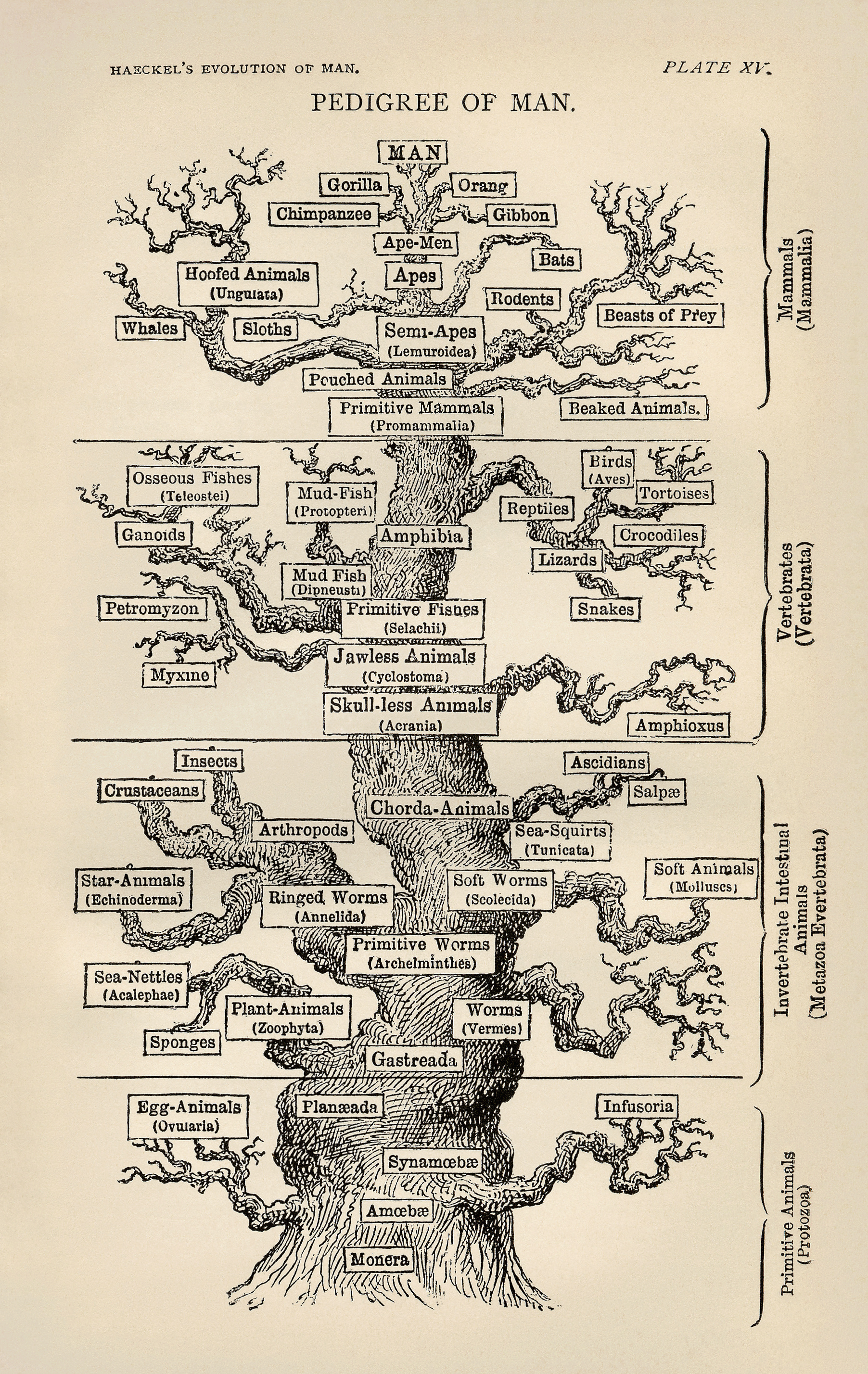
Engelstalige afbeelding van de 'Tree of Life' door Haeckel, waarbij de mens als hoogtepunt van de evolutie weergegeven wordt.

### Evolutie van de mens
Huxley zou als anatoom een grote hoeveelheid bewijs voor evolutie verzamelen in de vorm van zowel fossiele als levende soorten. Belangrijk was dat veel tussenvormen gevonden werden, zoals de vondst van een complete Archaeopteryx (een veronderstelde tussenvorm tussen dinosauriërs en vogels) in 1862 in Duitsland. Een andere toepassing van Darwins theorie was op de evolutie van de mens. Darwin zelf had dit onderwerp expres gemeden omdat hij de gevoeligheid ervan inzag, ook vanwege de vijandige reacties die Chambers' Vestiges of the Natural History of Creation eerder had opgeroepen. Hoewel het onderwerp door Darwin in On the Origin of Species genegeerd werd, zou menselijke evolutie het debat dat op de publicatie volgde domineren.
Tot halverwege de 19e eeuw geloofde men dat mensen plotseling, rond een paar duizend jaar geleden, op Aarde waren verschenen. Door vondsten van stenen gereedschappen en fossiele resten van mensen die tussen 1840 en 1860 gedaan werden, werd voor het eerst duidelijk dat mensachtigen al een aantal miljoen jaar op Aarde voorkwamen. Charles Lyell publiceerde in 1863 zijn boek Geological Evidences of the Antiquity of Man over de nieuwe vondsten en hun betekenis. De grotere ouderdom van de mens die eruit volgde ging ook beter samen met Darwins evolutietheorie. Op dat moment ontbraken er echter nog te veel schakels tussen mensen en fossiele primitieve mensachtigen om de evolutie van mensen en mensapen uit een gemeenschappelijke voorouder te onderbouwen. Wel waren inmiddels resten van neanderthalers gevonden, maar deze soort leek te veel op de mens (vooral wat betreft herseninhoud) om als ontbrekende schakel beschouwd te worden. Pas in 1894 werd een ontbrekende schakel tussen mensen en primaten gevonden, toen de Nederlandse antropoloog Eugène Dubois (1858-1940) vondsten op Java beschreef van fossielen van wat hij de "Javamensch" noemde (de soort wordt tegenwoordig Homo erectus genoemd).
Vóór die vondst ging het debat vooral over de morfologische verschillen tussen apen en mensen. De anatoom Richard Owen geloofde dat het uitsterven van een groep krachtige dieren als de dinosauriërs bewees dat niet altijd de sterksten overleven en Darwins ideeën daarom niet kunnen kloppen. Hij verdedigde de klassieke indeling van Linnaeus en Cuvier, die de mens in een aparte orde plaatsten. In 1893 toonde Huxley in zijn boek Evidence as to Man's place in Nature echter met succes aan dat er veel meer overeenkomsten tussen mensen en apen bestonden dan Owen beweerde. Charles Lyell en Alfred Russel Walace hielden een middenpositie in het debat. Ze waren ervan overtuigd dat mensen en apen een gemeenschappelijke voorouder hebben, maar geloofden niet dat het menselijke bewustzijn door puur materialistische evolutie te verklaren is. Darwin zelf publiceerde zijn ideeën over menselijke evolutie in 1871 (The Descent of Man, and Selection in Relation to Sex). Hij zag tussen mensen en apen gradaties in bewustzijn, in plaats van een totaal ander soort bewustzijn. Zo zag hij moraal als een product van evolutie van groepsinstincten bij dieren die in groepen samenleven. Darwin geloofde dat de verschillen in sociaal gedrag tussen mensen en apen te verklaren zijn door een combinatie van natuurlijke en seksuele selectie van de meest sociale individuen.

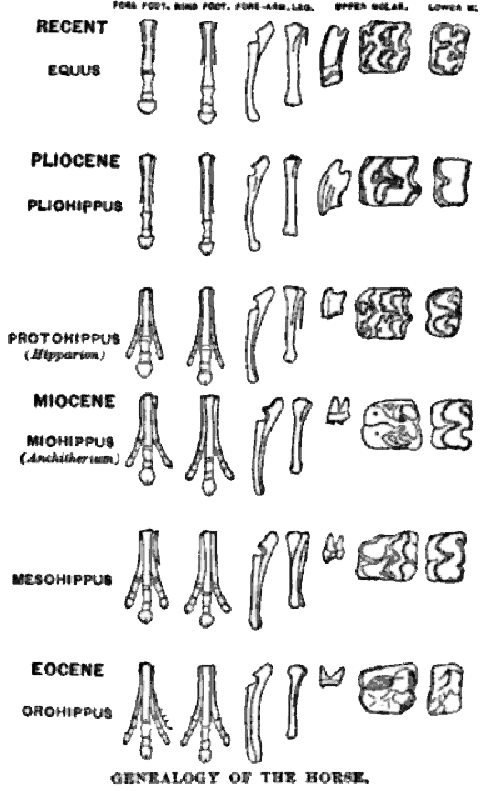
Tekening van fossiele hoeven en tanden van paardachtigen door Othniel Marsh, die de evolutie van deze dieren laat zien.

### Alternatieven voor natuurlijke selectie
Hoewel evolutie binnen een paar jaar na de publicatie van Darwins "On the Origin of Species" binnen de natuurwetenschap algemeen aanvaard was, zou de acceptatie van natuurlijke selectie als drijvend mechanisme langer duren. Na Darwins dood zouden anderen zelfs een groter belang aan natuurlijke selectie gaan hechten. De Canadees-Britse bioloog George Romanes (1848-1894) gaf aan deze stroming de naam neodarwinisme. Er waren aan het einde van de 19e eeuw vier alternatieve hypotheses: theïstische evolutie, neolamarckisme, orthogenese en saltationisme.
- Theïstische evolutie is het idee dat God het proces van evolutie kon beïnvloeden en sturen, zodat de natuur nog steeds als een schepping beschouwd kan worden. Deze hypothese vond steeds minder aanhang en was rond 1900 geheel verdwenen binnen de wetenschappelijke gemeenschap.[40] Binnen de biologische wetenschap werd het methodologisch naturalisme dominant, een denkwijze die bovennatuurlijke factoren zo veel mogelijk tracht uit te sluiten.
- Neolamarckisme is een hypothese uit de late 19e eeuw, die inhield dat tijdens het leven verkregen eigenschappen doorgegeven konden worden aan nakomelingen en dat dit het belangrijkste mechanisme achter evolutie was. Ernst Haeckel en de Amerikaanse paleontoloog Edward Drinker Cope (1840-1897) waren bekende aanhangers van deze hypothese. Cope dacht bewijzen te hebben gevonden voor lineaire evolutie (in plaats van naar alle kanten vertakkende) in fossielen. Tijdens het leven verkregen eigenschappen die overerfbaar zijn vormden een belangrijk onderdeel van Haeckels recapitulatietheorie, die stelt dat de ontwikkeling van het embryo van een organisme een herhaling is van de doorgelopen evolutie van dat organisme. Tegenstanders van het neolamarckisme, zoals August Weismann en Alfred Russel Wallace, wezen erop dat er nooit bewijs gevonden was dat tijdens het leven verkregen eigenschappen overerfbaar konden zijn. De hypothese bleef echter tot in het begin van de 20e eeuw populair.[40]
- Orthogenese is de hypothese dat al het leven een ingebakken drang tot verandering naar steeds grotere perfectie heeft. In de 19e eeuw had deze hypothese een redelijk aantal aanhangers, waaronder de Russische bioloog Leo Berg en de Amerikaanse paleontoloog Henry Fairfield Osborn (1857-1935). Orthogenese was populair onder paleontologen die overtuigd waren van een bepaalde richting in evolutie.
- Saltationisme is de hypothese dat nieuwe soorten binnen een paar generaties ontstaan door grote mutaties. Het voordeel van deze hypothese was dat evolutie veel sneller plaats kon vinden dan door natuurlijke selectie alleen. De hypothese was populair onder sommige vroege genetici zoals de Nederlander Hugo de Vries (1848-1935), de Brit William Bateson (1861-1926) en de Amerikaan Thomas Hunt Morgan (1866-1945). Saltationisme was de voorloper van mutationisme.[40]

## Ontstaan van de genetica

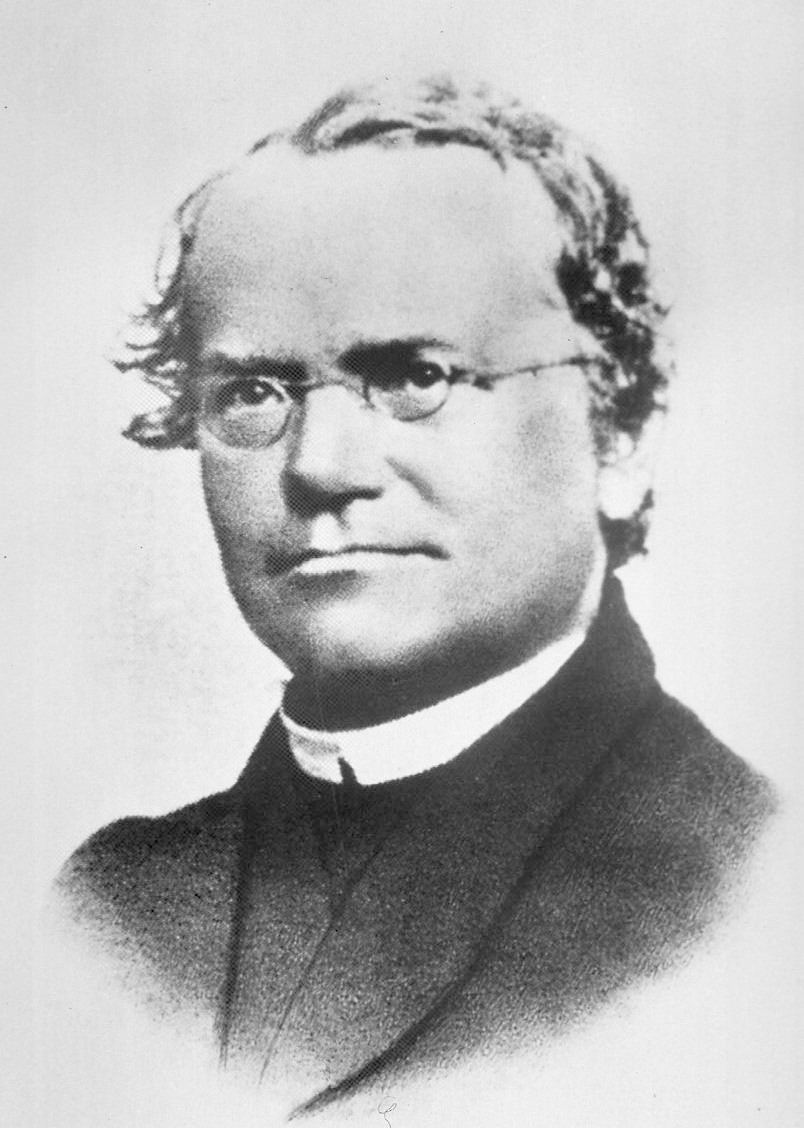
Gregor Mendel (1822-1884). Zijn wetten vormen het uitgangspunt van de genetica.

### Biometrici tegenover mendelisten
Gregor Mendel (1822-1884) was een Oostenrijkse monnik die aan de hand van experimenten met het kweken van planten zijn erfelijkheidswetten opstelde. Hij publiceerde deze in 1865 onder de naam Versuche über Pflanzen-Hybriden. Zijn werk raakte toentertijd echter niet bekend en pas zestien jaar na zijn dood, in 1900, zouden Hugo de Vries en de Duitse bioloog Carl Correns (1864-1933) zijn erfelijkheidswetten herontdekken. Veel biologen namen de wetten enthousiast over, omdat deze een betere verklaring boden voor erfelijkheid dan het neolamarckisme.
Tussen 1900 en 1920 waren biologen verdeeld in twee kampen. De mendelisten, van wie Bateson (die het woord genetica bedacht) en De Vries (die het woord mutatie bedacht) de belangrijkste voorstanders waren, geloofden in het saltationisme, dat evolutie in pulsen plaatsvindt. Volgens Mendels wetten verandert erfelijk materiaal immers niet, maar komen in plaats daarvan in individuen nieuwe combinaties van al in de populatie aanwezige genotypen voor. Volgens de mendelisten kan echte evolutie daarom slechts door plotselinge mutaties optreden.
De biometrici, waaronder de statisticus Karl Pearson (1857-1936) en de zoöloog Walter Weldon (1860-1906), volgden de methodes van Francis Galton, die eerder door middel van statistiek de variatie binnen populaties analyseerde. De biometristen verwierpen genetica op basis van Mendels wetten, omdat discrete eigenschappen als genotypen niet de continu verdeelde variatie over een populatie konden verklaren. Weldon toonde door middel van experimenten met krabben en slakken aan dat door omstandigheden de verdeling van eigenschappen binnen een populatie kan veranderen, maar de mendelisten argumenteerden dat deze veranderingen onvoldoende waren om nieuwe soorten te creëren.
Thomas Hunt Morgan was oorspronkelijk overtuigd van saltationisme. Toen hij rond 1910 zijn experimenten met de fruitvlieg Drosophila melanogaster begon, verwachtte hij dat hij een nieuwe soort zou kunnen kweken. In plaats daarvan bevestigden zijn experimenten de wetten van Mendel en dat de meeste mutaties slechts kleine veranderingen van eigenschappen tot gevolg hebben. Morgan toonde aan dat mutaties in plaats van in één stap een nieuwe soort doen ontstaan, ze de variatie binnen een populatie doen toenemen.

### Populatiegenetica
De statistische analyse van populaties om de precieze werking van evolutie te onderzoeken (zogenaamde populatiegenetica) werd vanaf het begin van de 20e eeuw steeds belangrijker. De statisticus Ronald Fisher (1890-1962) liet in een serie artikelen vanaf 1918 zien dat de continue verdeling van de variatie in populaties die de biometrici waarnamen, veroorzaakt kan worden door een groot aantal discrete genen; en dat natuurlijke selectie de frequentie waarmee genen binnen een populatie voorkomen kan veranderen en bepalen. Ongeveer tegelijkertijd paste de Brits-Indische geneticus J.B.S. Haldane (1892-1964) statistische analyse toe op in de natuur waargenomen gevallen van natuurlijke selectie, zoals de evolutie van peper-en-zoutvlinders in de afgelopen 200 jaar. Haldane liet zien dat natuurlijke selectie nog sneller kon plaatsvinden dan Fisher en eerdere biometrici dachten.
De Amerikaanse bioloog Sewall Wright (1889-1988) introduceerde het concept van een adaptief landschap in de populatiegenetica. In een adaptief landschap wordt de natuurlijke variatie binnen een populatie weergegeven als een landschap van adaptieve pieken (voor genotypen die een grotere kans op nageslacht geven) en dalen (genotypen die een kleinere kans op nageslacht geven). Wright toonde ook aan dat in een kleine, geïsoleerde (sub-)populatie waar veel inteelt voorkomt de genetische drift de populatie van een adaptieve piek weg kan bewegen om de variatie daarna door natuurlijke selectie naar een andere adaptieve piek toe te bewegen.
Dankzij het werk van Fisher, Haldane en Wright konden de wetten van Mendel met het principe van natuurlijke evolutie in overeenstemming worden gebracht. De Russische geneticus Sergej Tsjetverikov (1880-1959) kwam door zijn onderzoek naar mutaties tot vergelijkbare conclusies.

### Moderne evolutionaire synthese
De meeste biologen uit de eerste helft van de 20e eeuw waren aanhangers van het neolamarckisme of de orthogenese. Met de steeds verdergaande ontwikkeling van de populatiegenetica werden deze twee hypotheses echter onhoudbaar en werd het neodarwinisme steeds populairder. Het samenkomen van biologische en statistische standpunten wordt de moderne evolutionaire synthese (meestal kortweg de moderne synthese) genoemd. De term werd voor het eerst gebruikt in 1942 door de Britse evolutiebioloog Julian Huxley (1887-1975). De moderne synthese combineert het mechanisme van natuurlijke selectie met inzichten uit de populatiegenetica en biogeografie.
Een belangrijke stap in het samenbrengen van biologen en statistici was de publicatie van het boek Genetics and the Origin of Species van de Oekraïens-Amerikaanse bioloog Theodosius Dobzhansky (1900-1975) in 1937. Dobzhansky toonde aan dat in natuurlijke populaties grote genetische variaties bestaan en dat tussen sub-populaties duidelijke genetische verschillen bestaan, in tegenstelling tot wat de populatiegenetici dachten.
De Duitse bioloog Bernhard Rensch (1900-1990) onderzocht intussen het verband tussen soortvorming (speciatie) en biogeografie. Rensch' werk zou van grote invloed zijn op Ernst Mayr (1904-2005), die onderzocht hoe de lokale factoren de geografische verspreiding van verwante soorten beïnvloedt. Hij toonde het belang aan van allopatrische speciatie als aandrijvend mechanisme achter evolutie. Deze vorm van speciatie houdt in dat geografische afzondering van een sub-populatie gevolgd wordt door reproductieve isolatie. Mayr herdefinieerde het begrip soort als een groep populaties die allen gezamenlijk vruchtbare nakomelingen kunnen krijgen.
De Amerikaanse paleontoloog George Gaylord Simpson (1902-1984) toonde in zijn boek Mode and Tempo in Evolution uit 1944 aan dat de opeenvolging van fossielen overeenkomt met het willekeurige en onregelmatige patroon dat de moderne synthese voorspelt. De claims van eerdere paleontologen, dat in de opeenvolging van fossielen een lineaire trend te herkennen is die op neolamarckisme of orthogenese zou duiden, bleken onjuist. Dankzij het werk van onder andere de Amerikaanse botanicus Ledyard Stebbins (1906-2000) werd ook de botanie geïntegreerd in de moderne synthese.

## Ontwikkelingen na 1950

Een voorbeeld van een evolutionaire wapenwedloop: de co-evolutie van giraffen en de bomen waarvan ze de bladeren eten. Onder de giraffen zijn de individuen met een lange nek in het voordeel; onder de bomen de individuen die hun bladeren hoger dragen. De evolutie zal tot steeds langere nekken bij giraffen en steeds hogere bladeren bij de bomen leiden.

### Nieuwe concepten in de evolutiebiologie
Tot de jaren 60 van de 20e eeuw werd adaptie gezien als een proces dat op de hele populatie werkte, zogenaamde groepselectie. De Amerikaanse evolutiebioloog George C. Williams (1926-2010) bekritiseerde dit en stelde dat selectie vooral op genen werkt in plaats van op een populatie als geheel. Deze hypothese werd verder uitgebreid door het concept van verwantenselectie van William Donald Hamilton (1936-2000), George R. Price (1922-1975) en John Maynard Smith (1920-2004). In 1976 vatte Richard Dawkins (1941) de hypothese samen in zijn boek The Selfish Gene. De modellen uit deze tijd bleken later echter te sterk te focussen op genen. Sindsdien zijn modellen van selectie uitgebreid naar een op verschillende niveaus werkende selectie.
De Amerikaanse evolutiebioloog Leigh Van Valen (1935) kwam in 1973 met zijn Red Queenhypothese. Deze hypothese gaat ervan uit dat in de natuur tussen veel co-evoluerende soorten een zogenaamde evolutionaire wapenwedloop gaande is, bijvoorbeeld tussen predators en hun prooi. De Red Queenhypothese stelt dat de wapenwedloop voor een continue evolutie zorgt van beide soorten. Onder andere Hamilton en Williams hebben geopperd dat deze hypothese het ontstaan van seksuele voortplanting kan verklaren. Hoewel seksuele voortplanting vanuit de genen gezien het nadeel geeft dat slechts de helft van het genoom van een organisme wordt doorgegeven, zal de grotere hoeveelheid genetische variatie die seksuele voortplanting binnen een populatie veroorzaakt de evolutie versnellen, en de populatie daarmee een voordeel geven in een evolutionaire wapenwedloop. Dankzij deze hypotheses kwam Darwins idee van seksuele selectie weer volop in de belangstelling. Andere nieuwe inzichten die eruit zijn voortgekomen zijn de concepten van seksueel conflict en intragenomisch conflict.
De evolutiebiologen Niles Eldredge (1943) en Stephen Jay Gould (1941-2002) publiceerden in 1972 hun theorie van punctuated equilibrium. Eldredge en Gould herkenden in de geologische geschiedenis lange periodes waarin fossielen van soorten vrijwel onveranderlijk bleven en relatief korte perioden waarbinnen snelle veranderingen en soortvorming plaatsvinden.

### Sociobiologie
De ideeën van Hamilton over verwantenselectie leidden tot het ontstaan van het vakgebied dat sociobiologie genoemd wordt. Vanaf de tijd van Darwin was altruïstisch gedrag (zoals het hebben van moraal bij mensen of het bestaan van eusocialiteit bij sommige insecten) een probleem voor evolutiebiologen geweest. De sociobiologie probeert complex gedrag bij dieren en mensen te verklaren met evolutiebiologie, zoals bijvoorbeeld de evolutie van de moraal.
De wet van Hamilton verklaart hoe altruïsme dankzij verwantenselectie ontstaan kan zijn. Daarna zijn ook alternatieve theorieën om altruïsme te verklaren opgesteld, zoals invers altruïsme, een hypothese die ontstond uit de speltheorie. De Amerikaanse sociobioloog Edward Wilson (1929) publiceerde in 1975 zijn boek Sociobiology: The New Synthesis, waarin hij veel aspecten van dierlijk en menselijk gedrag verklaarde met evolutie. Critici van sociobiologie, zoals Stephen Jay Gould of de geneticus Richard Lewontin (1929), argumenteren dat sociobiologie te veel waarde aan genetische factoren geeft bij het verklaren van complex gedrag.

### Moleculaire fylogenetica
Dankzij het beschikbaar komen en steeds verder verfijnen van DNA-sequencing-technieken komen steeds meer gegevens beschikbaar (zogenaamde moleculaire gegevens). In combinatie met steeds verfijndere computersoftware kunnen zo nieuwe hypotheses over de evolutie van taxa opgesteld en getoetst worden. Ook zijn de processen op moleculaire schaal, die soortvorming en adaptie veroorzaken, beter bekend geworden.
Dankzij het in kaart brengen van genetische informatie nam de kennis van de evolutionaire stamboom ook verder toe. Een voorbeeld is het werk van Carl Woese (1928), die al het leven in drie domeinen verdeelde aan de hand van moleculair-genetische kennis. Door de steeds snellere en betere computertechnologie kunnen steeds ingewikkeldere evolutionaire modellen getest en geëxtrapoleerd worden. Dit heeft geleid tot het ontstaan van het vakgebied systeembiologie en de ontwikkeling van evolutionaire algoritmes, waarbij biologische evolutie nagebootst wordt bij de ontwikkeling van computeralgoritmes. In de biotechnologie worden tegenwoordig methodes ontwikkeld voor de synthese en aanpassing van complete genomen. In de toekomst kan dit de evolutiewetenschap zo ver brengen dat nieuwe synthetische organismes in experimenten ontstaan.

### Microbiologie
Omdat morfologische kenmerken van micro-organismen moeilijk te bestuderen zijn en er vooral onder prokaryoten daarom geen duidelijke indeling in soorten bestaat, werden deze vormen van leven tot halverwege de 20e eeuw genegeerd door evolutiebiologen. Sindsdien is de kennis over de fysiologie en ecologie, en daardoor de taxonomie en evolutie van micro-organismen echter snel toegenomen, ook omdat het genoom van deze organismen makkelijk te bestuderen is. Duidelijk is geworden dat de diversiteit onder micro-organismen veel hoger is dan vroeger werd aangenomen, waardoor ze de dominante levensvormen op Aarde blijken te zijn.
Een belangrijk gevolg van het onderzoek naar de evolutie van micro-organismen was de ontdekking van horizontale genoverdracht in 1959. Deze uitwisseling van genetisch materiaal tussen verschillende soorten bacteriën is de reden waardoor bijvoorbeeld een eigenschap als resistentie tegen antibiotica zich snel kan verspreiden. Naar aanleiding van het bestuderen van het genoom van hogere levensvormen is wel gesuggereerd dat horizontale genoverdracht een belangrijke rol heeft gespeeld in de evolutie van al het leven, inclusief hogere levensvormen. Horizontale genoverdracht speelt ook een belangrijke rol in de endosymbiontentheorie die de ontwikkeling van organellen en het ontstaan van de eerste eukaryoten verklaart.

### Evolutionaire ontwikkelingsbiologie
De laatste ontwikkeling binnen de evolutietheorie is evolutionaire ontwikkelingsbiologie of evo-devo (een afkorting voor evolutionary development, oftewel evolutionaire ontwikkeling), waarbij met ontwikkeling met name de embryonale ontwikkeling wordt bedoeld. In het werk van biologen als Brian Goodwin (1931) of Stuart Kauffman (1939) komen weer structuralistische ideeën naar voren. De kern van evo-devo is dat morfologische ontwikkeling tijdens de embryonale fase van belang is als factor op de loop der evolutie.
Tijdens de jaren 1980 en 1990 nam de hoeveelheid kennis van de moleculaire achtergrond van ontwikkeling snel toe. Hoewel Haeckels recapitulatietheorie uit de 19e eeuw onjuist is gebleken, heeft men ontdekt dat grote evolutionaire veranderingen niet zozeer veroorzaakt worden door mutaties in of ontwikkeling van genen die structurele of uitvoerende eiwitten coderen, maar veeleer uit mutaties in de genen die de ontwikkeling van het organisme reguleren. Deze genen coderen voor eiwitten die exact bepalen waar (in drie dimensies), wanneer en in welke mate andere genen actief zijn. Hierdoor zijn organismen in staat om bestaande coderende genen te gebruiken voor nieuwe doeleinden. Evolutie van de regulatiegenen heeft ervoor gezorgd dat dezelfde genen die bij de geleedpotigen gebruikt worden voor het vormen van kieuwen, bij andere soorten gebruikt worden voor bijvoorbeeld het vormen van vleugels, maar ook spintepels.
Stephen Jay Gould onderzocht het ook van Haeckel afkomstige idee van heterochronie, het voorkomen van veranderingen in de relatieve snelheid van ontwikkeling in de loop der evolutie. Heterochronie zou de oorzaak kunnen zijn voor het ontstaan van nieuwe vormen. Gould schreef samen met Richard Lewontin in 1979 dat een verandering in een bepaalde eigenschap per ongeluk kan ontstaan als gevolg van selectie op een andere eigenschap, in plaats van door directe selectie op de adaptie in kwestie. Gould en Lewontin noemden dit concept exaptatie.